# Curtara melebes
Curtara melebes är en insektsart som beskrevs av Delong 1979. Curtara melebes ingår i släktet Curtara och familjen dvärgstritar. Inga underarter finns listade i Catalogue of Life.